# Rhizopogon luteolus

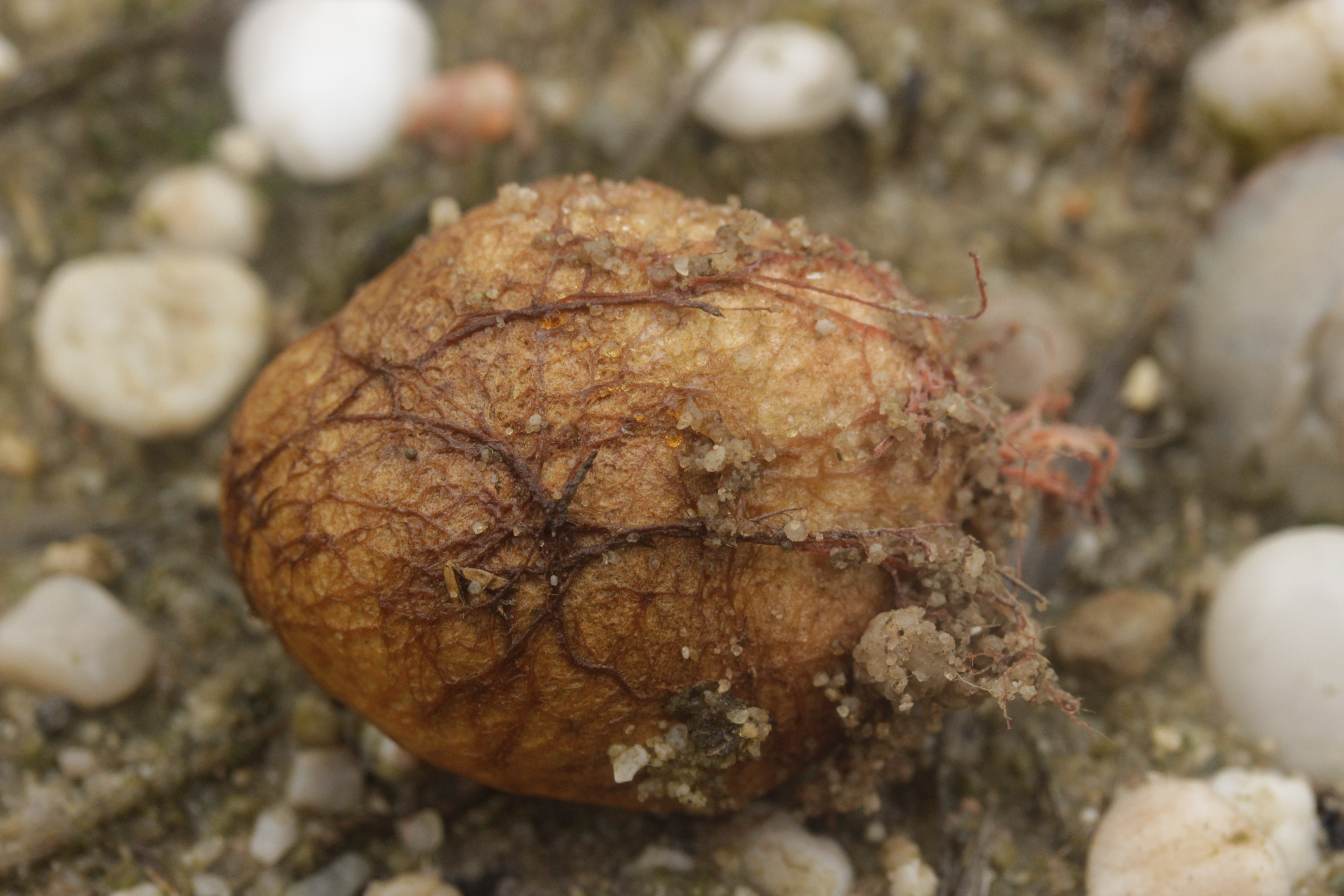

Rhizopogon luteolus Fr. – gatunek grzybów z rodziny piestrówkowatych.

## Systematyka i nazewnictwo
Pozycja w klasyfikacji według Index Fungorum: Rhizopogonaceae, Boletales, Agaricomycetidae, Agaricomycetes, Agaricomycotina, Basidiomycota, Fungi.
Po raz pierwszy takson ten opisał w roku 1817 Elias Fries i nadana przez niego nazwa naukowa jest aktualna. W opracowanym przez W. Wojewodę w 2003 r. wykazie wielkoowocnikowych grzybów podstawkowych Polski jest potraktowany jako synonim piestrówki żółtawej (Rhizopogon obtextus), jednak według Index fungorum są to odrębne gatunki.
Synonimy:
- Rhizopogon coxii F. Muell. 1948
- Rhizopogon induratus Cooke 1879
- Tuber luteolum (Fr.) Schwabe 1839[3].

## Morfologia
Bazydiokarp
Kulisty, o kształcie zbliżonym do kulistego lub nieregularny, 1,2–4,0 × 1,2–3,3 cm. Perydium u młodych okazów nieco włókienkowate, białe do żółtawego, u starszych żółte, przy pocieraniu i przycinaniu nie zmieniające barwy. Zarówno młode, jak i dojrzałe owocniki są całkowicie pokryte ryzomorfami; początkowo tej samej barwy co perydium, później płowymi, po wyschnięciu czarniawymi. Gleba w stanie świeżym jędrna i chrzęstna, w eksykatach twarda jak kość, z małymi komorami o wymiarach 0,35–0,5 mm, u młodych okazów izodiametrycznymi, u starszych labiryntowatymi. Początkowo ma barwę zieloną, potem na koniec ochrową. Młode owocniki mają owocowy zapach.
Cechy mikroskopowe
Perydium o grubości do 650 µm, proste, utworzone z pakietów strzępek o grubości do 37 µm, ułożonych w różnych kierunkach. Strzępki mają średnicę 5–7 µm, są szkliste, z przegrodami o średnicy do 13,5 µm, grubościenne (ścianka do 2 µm) i rozgałęzione. Czasami na przekroju podłużnym młodego perydium widoczne są kuliste elementy o tej samej lub podobnej średnicy co strzępki. Ryzomorfy pokrywające cały owocnik zbudowane są ze strzępek grubościennych, żółtawych, z czerwonawo-brązowymi masami pigmentu na i pomiędzy nimi. Trama ma grubość do 40 µm i zbudowana jest z luźno splecionych strzępek o średnicy 5,5–6 µm, septowanych, silnie galaretowatych i refrakcyjnych, grubościennych i rozgałęzionych. Subhymenium cienkie (do 15 µm), zbudowane z komórek o wymiarach do 10 × 6 µm, galaretowatych, i refrakcyjnych. Występują maczugowate i grubościenne brachybazydiole 30–35 × 10–14 µm. Podstawki wyrastają bezpośrednio z hymenium lub bocznie (jedna lub więcej) z brachybazydioli, są maczugowate (18–25 × 6,5–8 µm), cylindryczne (22–37 × 4–5 µm) lub butelkowate z nabrzmiałą podstawą (18–23 × 5,5–6,5 µm) i długim dziobem (15–17,5 × 1,5–2 µm), 2, 4, 6 lub 8 sterygmami. Obserwowano też baryłkowate podstawki z dwoma dziobami i 16 zarodnikami. Zarodniki (4,8)–5,2–8,5–(11) × 2–3,9 µm, podłużnie elipsoidalne z półściętą podstawą, grubościenne, gruboziarniste, czasami oprócz normalnych powstają także zarodniki większe i wielokształtne.

## Występowanie
Podano stanowiska Rhizopogon luteolus na Nowej Zelandii i na wszystkich kontynentach poza Antarktydą, najwięcej w Europie.
Grzyby podziemne, mykoryzowe. W Europie znajdywane głównie pod sosnami, ale w Hiszpanii pod dębami.